# Gawrił Kacarow
Gawrił Iliew Kacarow (bułg. Гаврил Илиев Кацаров; ur. 4 października 1874, zm. 1 czerwca 1958) – bułgarski historyk, filolog klasyczny i archeolog. Rektor 
Uniwersytetu Sofijskiego, dyrektor Narodowego Muzeum Archeologicznego oraz Bułgarskiego Instytutu Archeologicznego.
Uznawany za ojca bułgarskiej trakologii.
W 1899 roku uzyskał doktorat z filologii klasycznej i historii starożytnej na Uniwersytecie w Lipsku. Specjalizował się na Uniwersytecie Berlińskim i Uniwersytecie w Monachium (1901–1902), a także we Włoszech (1906).
Pełny członek (akademik) Bułgarskiej Akademii Nauk (od 1909 roku). Członek Rumuńskiej Akademii Nauk (od 1936 roku) i Austriackiej Akademii Nauk (od 1939 roku). Członek wielu międzynarodowych towarzystw i instytucji naukowych.

## Wybrane publikacje
- „Ateński system państwowy” (1904)[4],
- „Wkład do historii starożytnej Sofii” (1910),
- „Traktat księcia Iwanka, syna Dobroticza, z Genueńczykami w 1387 roku” (współautor Wasil Zlatarski) (1911)[5],
- „Źródła do historii i geografii starożytnej Tracji i Macedonii” (1915)[6],
- „Pajonia: Wkład do starożytnej etnografii i historii Macedonii” (1921),
- „Król Filip II Macedoński: Historia Macedonii do 336 r. p.n.e.” (1922),
- „Bułgaria w starożytności: Esej historyczno-archeologiczny” (1926),
- „Historia ogólna i bułgarska dla kursu gimnazjalnego” (1927).

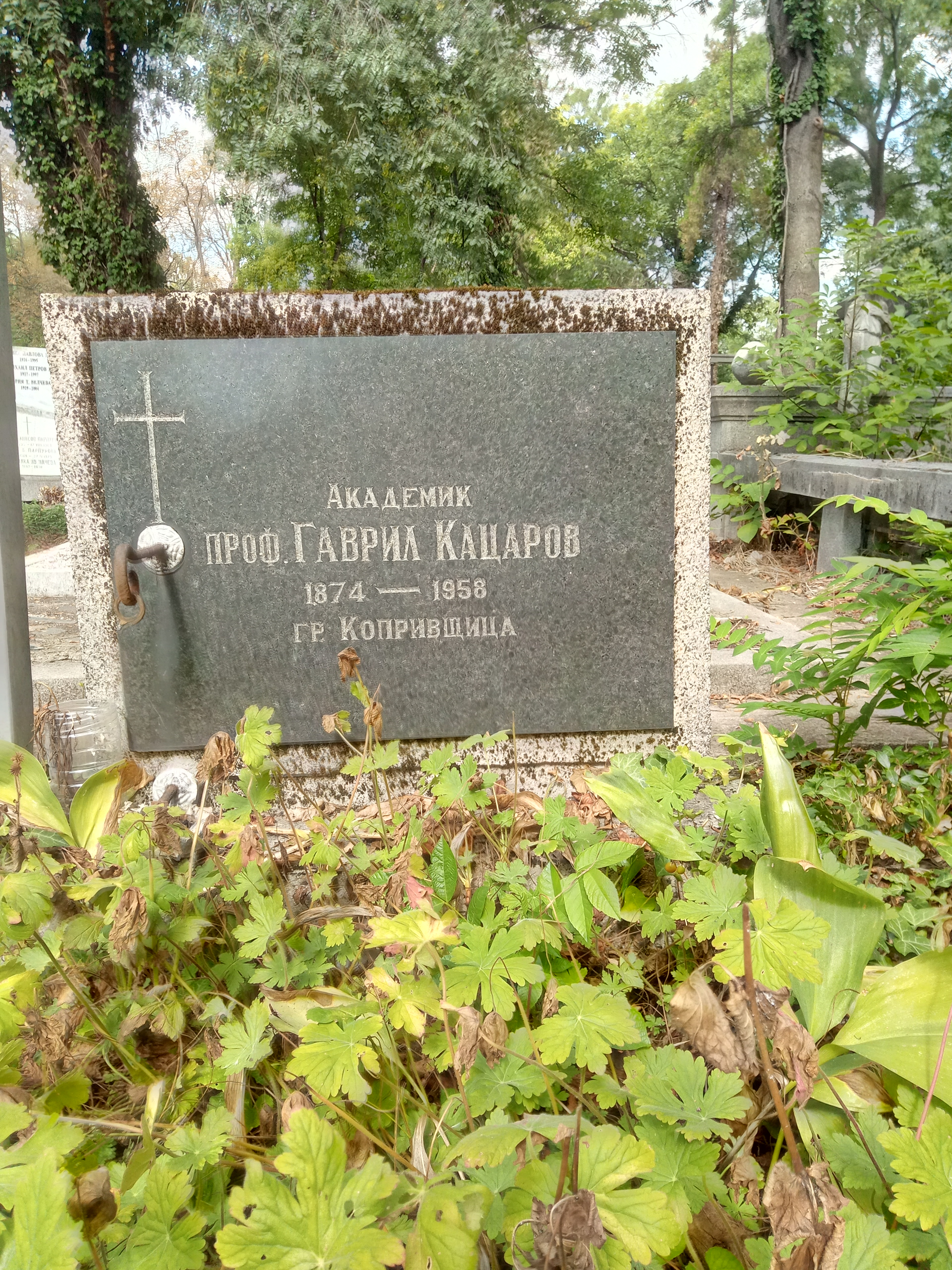
Grób Gawriła Kacarowa na Centralnym Cmentarzu w Sofii